# Dicranopteris nepalensis
Dicranopteris nepalensis är en ormbunkeart som beskrevs av Fraser-jenkins. Dicranopteris nepalensis ingår i släktet Dicranopteris och familjen Gleicheniaceae. Inga underarter finns listade.